# Ermita de Santa Bàrbara d'Ademús
L'ermita de Santa Bárbara del Castell és un temple catòlic situat a la vila d'Ademús, capital del Racó d'Ademús, comarca del País Valencià.

## Història
L'ermita de Santa Bàrbara es troba a la part alta de la vila, a l'abric del castell. Ocupa el lloc aproximat on antigament s'aixecà l'antiga església de Sant Pere Intramurs, la primera parroquial de la vila, fundada al segle xiii.
Destruïda la vella parroquial de Sant Pere Intramurs al terratrèmol del 7 de juny de 1656, com també el mateix castell, va ser aixecada al final d'eixe mateix segle l'ermita de Santa Bàrbara.
A la rodalia hi havia el primitiu cementiri de la vila, l'antic Fossar de Sant Pere i la coneguda Cruz que chilla que cridava quan s'apropava una tempesta. La seua silueta fa part inseparable del sky line de la vila vella.

## Culte
Actualment no hi ha culte, tot i que encara continua la tradició de la Festa de la Santa Creu, al mes de maig. Entre els rites que es desenvolupen eixe dia estan la processó, la missa, i la Benedicció de Termes, per tal d'afavorir les bones collites i allunyar les calamitats dels camps del terme municipal ademusser.